# Skiffle
O skiffle é um tipo de música folk com influência de jazz e blues. Foi popular entre a juventude britânica na década de 1950. Os grupos de skiffle usavam instrumentos improvisados, como tábuas de lavar roupa e garrafas, para dar às canções folk e melodias simples um ambiente rápido e ritmíco.
Os Beatles no início de suas carreiras musicais, quando John Lennon ainda tocava numa banda chamada The Quarrymen, usavam contrabaixo skiffle, que nada mais era do que um cabo de vassoura preso a uma caixa de chá (tea chest bass).
A primeira banda de Marc Bolan, líder do grupo T. Rex, foi um grupo de skiffle, do qual não se sabe o nome.
Uma das últimas bandas a ganhar projeção sendo influenciada pelo estilo foram os 22-20s, nos anos 2000.

## Origens nos Estados Unidos
As origens do skiffle são obscuras, mas geralmente são encontradas na cultura musical afro-americana no início do século XX. Skiffle é freqüentemente dito ter se desenvolvido a partir do jazz de Nova Orleans, mas essa afirmação foi contestada. Jug Bands improvisadas que tocavam blues e jazz eram comuns em todo o sul americano nas primeiras décadas do século XX. Eles usaram instrumentos como o washboard,jugs, baixos washtub, violão cigar box, serra musical e kazoos de pente e papel, bem como instrumentos mais convencionais, como guitarra acústica e banjo .
A origem da palavra inglesa skiffle é desconhecida. No entanto, no dialeto do oeste da Inglaterra para skiffle significaria fazer uma bagunça é atestada a partir de 1873. No início do século XX, na América, o termo skiffle foi uma das muitas frases de calão para uma festa de renda , um evento social com uma pequena taxa projetada para pagar aluguel em uma casa. Foi registrado pela primeira vez em Chicago na década de 1920 e pode ter sido trazido para lá como parte da migração afro-americana para cidades industriais do norte. 
O primeiro uso do termo em registro foi em 1925 em nome de Jimmy O'Bryant e seus Chicago Skifflers. Na maioria das vezes, foi usado para descrever os registros de música country blues , que incluíram as composições "Hometown Skiffle" (1929) e "Skiffle Blues" (1946) de Dan Burley e seus Skiffle Boys. Foi usado por Ma Rainey (1886-1939) para descrever seu repertório para o público rural.  O termo skiffle desapareceu da música americana na década de 1940.

## No Reino Unido
Skiffle era um gênero relativamente obscuro, e poderia ter sido largamente esquecido se não fosse pelo seu reavivamento no Reino Unido na década de 1950 e pelo sucesso de seu principal proponente, Lonnie Donegan. O skiffle britânico surgiu do desenvolvimento da cena de jazz britânica pós-guerra, que viu um afastamento da música swing e do autêntico jazz trad. Entre essas bandas estavam os Jazzmen de Ken Colyer, cujo tocador de banjo Donegan também fazia música skiffle durante intervalos. Ele cantaria e tocava violão com o acompanhamento de dois outros membros, geralmente em lâminas de banho e baú de chá. Eles tocaram uma variedade de músicas folk e blues americanas, Particularmente aqueles derivados das gravações de Lead Belly, em um estilo animado que imitava bandas americanas. Estes foram listados em cartazes como "break skiffle", um nome sugerido pelo irmão de Ken Colyer, Bill depois de recordar o Dan Burley Skiffle Group. Logo as pausas foram tão populares quanto o jazz tradicional. Após desentendimentos em 1954, Colyer deixou de formar uma nova roupa, e a banda se tornou o Jazz Band de Chris Barber. O irmão Bill depois de recordar o grupo Dan Burley Skiffle. Logo as pausas foram tão populares quanto o jazz tradicional. Após desentendimentos em 1954, Colyer deixou de formar uma nova roupa, e a banda se tornou o Jazz Band de Chris Barber. O irmão Bill depois de recordar o grupo Dan Burley Skiffle. Logo as pausas foram tão populares quanto o jazz tradicional. Após desentendimentos em 1954, Colyer deixou de formar uma nova roupa, e a banda se tornou o Jazz Band de Chris Barber. 
As primeiras gravações britânicas de skiffle foram realizadas pela nova banda de Colyer em 1954, mas foi o lançamento de Decca de duas faixas de skiffle pelo Jazz Band de Barber sob o nome de "Lonnie Donegan Skiffle Group" que transformou as fortunas de skiffle no final 1955.  A versão de Fast-tempo de Donegan da "Rock Island Line" da Lead Belly foi um grande sucesso em 1956, com um tabuleiro de lavar (mas não um baú de chá), com "John Henry" no lado B. Passou oito meses no Top 20, atingindo o ponto 6 (e nº 8 nos EUA). Foi o primeiro disco de estreia a ganhar ouro na Grã-Bretanha, vendendo mais de um milhão de cópias em todo o mundo. 
Foi o sucesso deste single e a falta de necessidade de instrumentos caros ou altos níveis de musicalidade que desencadeiam a mania britânica pelo skiffle. Algumas bandas gostaram do sucesso do gráfico na mania skiffle, incluindo o Chas McDevitt Skiffle Group ("Freight Train"),  Johnny Duncan e The Bluegrass Boys, e os Vipers, mas o impacto principal de skiffle foi como um movimento amador de base, Particularmente popular entre os homens da classe trabalhadora, que poderia comprar, improvisar ou construir seus próprios instrumentos e terem sido vistos como reagindo contra a terrível austeridade da Grã-Bretanha pós-guerra. A mania provavelmente atingiu seu auge com a transmissão do programa de televisão BBC Six-Five Special a partir de 1957. Foi o primeiro programa britânico de música juvenil, usando uma música skiffle como música de título e apresentando muitos atos skiffle. Estima-se que, no final da década de 1950, havia 30.000-50.000 grupos skiffle na Grã-Bretanha.  As vendas de guitarras cresceram rapidamente, e outros músicos conseguiram tocar com baixo e percussão improvisados em locais como salas de igreja e cafés e nos cafés florescentes de Soho, Londres, como o Coffee Bar de 2i, o Whisker de gato e Casas noturnas como Coconut Grove e Churchill, sem ter que aspirar a perfeição musical ou virtuosismo. Um grande número de músicos britânicos começaram suas carreiras a jogar skiffle nesse período, e alguns se tornaram figuras líderes em seus respectivos campos. Entre eles, incluem-se o músico líder da Irlanda do Norte, Van Morrison, e o pioneiro do blues britânico Alexis Korner, bem como Ronnie Wood, Alex Harvey e Mick Jagger; Músicos folclóricos Martin Carthy, John Renbourn e Ashley Hutchings ; Músicos de rock Roger Daltrey, Jimmy Page, Ritchie Blackmore , Robin Trower e David Gilmour; E sucessos populares de música beat-winning Graham Nash e Allan Clarke do the Hollies. Mais notavelmente, Os Beatles desenvolveram-se do grupo skiffle de John Lennon, The Quarrymen. Da mesma forma, a Bee Gees desenvolveu-se a partir do grupo skiffle de Barry Gibb, o Rattlesnakes. 

## "Agora todo garoto podia ter sua própria banda de Skiffle"
Na década de 1950, com o surgimento do "Skiffle" no Reino Unido, todo garoto inglês queria ter sua própria banda, porque você poderia pegar qualquer coisa e transformar em um "instrumento improvisado". Várias bandas que hoje são conhecidas mundialmente (como os The Beatles por exemplo), começaram com sua própria banda de Skiffle.